# Сасере, Франклин
Франклин Сасере (англ. Franklin Sasere; род. 27 июня 1998, Ондо) — нигерийский футболист, нападающий клуба «Уйпешт».

## Карьера
Сасере начал свою карьеру в Нигерии в клубе «Саншайн Старз».
«Лугано»
Летом 2019 года он переехал в Швейцарию в «Лугано», выступающий в Суперлиге. Он дебютировал в матче против «Санкт-Галлена» (3:1) в конце октября 2019 года, заменив Филипа Холендера на 83-й минуте. К концу сезона провел в общей сложности пять матчей в высшем швейцарском дивизионе.
«Хамрун Спартанс»
Летом 2020 года на правах аренды подписал контракт с мальтийским клубом «Хамрун Спартанс». К концу сезона он провел 22 матча в мальтийской премьер лиге, забив 14 голов. По окончании сезона «Хамрун Спартанс» стал чемпионом. Летом 2021 года аренда была продлена ещё на сезон.
«Вадуц»
Летом 2022 подписал контракт с лихтенштейнским клубом «Вадуц», выступающим в Челлендж лиге.